# Josip Velebit
Josip Velebit (Rijeka, 20. lipnja 1911. – Novi Marof, 21. travnja 2000.), hrvatski pjesnik. Po mjestu rođenja postoji pseudonim Josip Riječanin.

## Životopis
Klasičnu gimnaziju i Filozofski fakultet završio je u Zagrebu. Radio je kao profesor u Slavonskom Brodu, Osijeku, Subotici, Belom Manastiru, Zaprešiću, Križevcima i konačno od 1965. godine i u Vrbovcu gdje je bio i ravnateljem vrbovečke gimnazije. Bavio se i lutkarstvom, osobito u Osijeku, gdje je u lutkarskom kazalištu kao redatelj ostvario značajne predstave.
U književnosti se javio 1931. kao suradnik časopisa „Mladost”. Prvu pjesničku zbirku Putnikova sjena objavio je 1940. godine i nakon nje našao se u krugu istaknutih pjesnika, pa je bio uvršten u antologiju Između dva rata (1942), ali su ga događaji nakon 1945. isključili iz književnog života i otjerali u pjesničku šutnju. Nakon zbirke Lirski zapisi (1953) posvetio se uglavnom prijevodima i esperantu te je postao jedan od najuglednijih hrvatskih esperantista, za što je i više puta nagrađivan. Na esperanto je preveo više hrvatskih pjesama, a vrhunac je postigao prijevodom Smrti Smail-age Čengića Ivana Mažuranića. Prevodio je i s njemačkog, mađarskog, bugarskog, ruskog, estonskog, slovenskog i makedonskog jezika.
Kao pjesnik oglasio se ponovno tek 1996. zbirkom trpke vedrine Ipak se kreće. Ključni su motivi njegove poezije usamljenost, prolaznost, relativizam s prevladavajućim pesimističkim tonom. Piše i poeziju sa socijalnim motivima. U drugoj se pjesničkoj fazi priklanja mistici. Pjesničkim izrazom Velebit je blizak Tadijanoviću, kojega je i prevodio na esperanto.

## Vanjske poveznice
- Josip Velebit na www.vrbovec.hr  Arhivirana inačica izvorne stranice od 7. lipnja 2007. (Wayback Machine)